# باب پاستور
باب پاستور (به انگلیسی: Bob Pastor) ‏(زادهٔ ۲۶ ژانویه ۱۹۱۴ – درگذشتهٔ ۲۶ ژانویه ۱۹۹۶) با نام اصلی رابرت ای پاسترناک (به انگلیسی: Robert E. Pasternak) بوکسور برجسته آمریکایی بود. او قهرمان دسته سنگین‌وزن برتر دهه ۱۹۴۰ بود که این عنوان را در سال ۱۹۳۹ به جو لوئیس واگذار کرد.

## جایگاه در رده‌بندی‌های معتبر جهانی
- رتبه ۱۸ در جدول رتبه‌بندی قهرمانان سنگین‌وزن جهان سایت معتبر بوکس رک (به انگلیسی: BoxRec) بعد از جرسی جو وولکات، قبل از جورج فورمن.